# Hợp đồng tổng thầu chìa khóa trao tay
Hợp đồng tổng thầu chìa khóa trao tay (LSTK, Lump sum turnkey) được hiểu là loại hợp đồng mà chủ đầu tư ký với một nhà tổng thầu thực hiện từ A đến Z tức là tổng thầu thực hiện từ khâu lập dự án, khảo sát, thiết kế, mua sắm, lắp đặt thiết bị công trình, thi công xây dựng, đào tạo đội ngũ cán bộ, công nhân vận hành. Sau khi hoàn thành các công việc trên chủ đầu tư tiếp nhận dự án và đưa dự án vào khai thác sử dụng.
Loại hợp đồng này thường được các nhà tổng thầu từ các nước phát triển có trình độ khoa học công nghệ cao thực hiện thông qua hợp đồng với các chủ đầu tư thuộc các nước phát triển. Ưu điểm cơ bản của các loại hợp đồng này là giảm nhẹ đến mức cao nhất của chủ đầu tư trong việc quản lý triển khai thực hiện dự án, vì vậy theo thông lệ quốc tế, hình thức hợp đồng này còn được gọi là hình thức tổng thầu quản lý dự án (Project Management Contractor -PMC) một trong 4 hình thức tổng thầu làm quản lý dự án (Conventional) Chủ đầu tư sử dụng tư vấn làm quản lý dự án (Project Management Unit): tổng thầu làm quản lý dự án (PMC) và cuối cùng là hình thức tự làm (Chủ đầu tư tự thực hiện dự án).
Loại hợp đồng PMC được pháp luật Việt Nam công nhận và cho phép thực hiện đối với các dự án sử dụng vốn nhà nước. Tuy nhiên có nhược điểm lớn nhất đó là các nhà tổng thầu thực hiện hợp đồng chìa khóa trao tay của các nước phát triển thường giữ lại những bí quyết công nghệ không chuyển giao cho chủ đầu tư nhằm duy trì mối ràng buộc lệ thuộc về vật tư thiết bị, kỹ thuật vào nhà tổng thầu trong quá trình vận hành dự án. 
Đối với các nhà thầu trong nước có đủ kinh nghiệm và năng lực khi thực hiện loại hợp đồng này có thể áp dụng đối với các dự án thông dụng như: cao ốc văn phòng, trụ sở cơ quan... Việc áp dụng loại Hợp đồng này có tính khả thi cao đặc biệt là đối với các chủ đầu tư không chuyên về xây dựng.
Chìa khóa trao tay là gói thầu trọn gói dành cho các chủ đầu tư không có nhiều thời gian và thiếu kinh nghiệm trong lĩnh vực xây nhà. Tuy nhiên nhiều gia chủ khi tìm kiếm các nhà thầu xây nhà trọn gói thường lo sơ về chất lượng công trình của mình. Đó là một suy nghĩ rất đúng, vì xây nhà là một trong những việc rất quan trọng trong đời người.